# Piloña
Piloña è un comune spagnolo di 8 608 abitanti situato nella comunità autonoma delle Asturie.